# Seznam písní Linka Wraye
Toto je seznam písní, které během své kariéry nahrál americký kytarista Link Wray. Většina jeho písní vyšla na několika různých albech, zde jsou uvedeny pouze první výskyty dané písně na albu (značné množství písní již před vydáním na albu vyšlo také na singlových deskách).

## A
- „Ace of Spades“ (Jack the Ripper, 1963)
- „Aces Wild“ (Rumble Man, 1989)
- „Ain't That Lovin' You Babe“ (Rumble! The Best of Link Wray, 1993)[1]
- „Alabama Electric Circus“ (Beans and Fatback, 1973)[2]
- „Alone“ (There's Good Rockin' Tonite, 1972)
- „All Because of a Woman“ (Mordicai Jones, 1971)
- „All Cried Out“ (Be What You Want To, 1972)[3]
- „All I Want to Say“ (Mordicai Jones, 1971)[4]
- „All the Love in My Life“ (Be What You Want To, 1972)
- „American Sunset“ (Wild Side of the City Lights, 1990)
- „And I Love Her“ (Missing Links, Vol. 3: Some Kinda Nut, 1990)
- „Any Way You Want Me“ (Born to Be Wild: Live in the U.S.A. 1987, 1995)
- „Autumn Leaves“ (Mr. Guitar, 1995)
- „Apache“ (Apache, 1990)
- „As Long as I Have You“ (Wild Side of the City Lights, 1990)

## B
- „Baby Doll“ (Sings and Plays Guitar, 1960)
- „Baby Let's Play House“ (Live in '85, 1986)
- „Baby, What You Want Me to Do“ (Missing Links, Vol. 2: Big City After Dark, 1990)
- „Backwoods Preacher Man“ (The Link Wray Rumble, 1974)
- „The Bad and the Good“ (Missing Links, Vol. 2: Big City After Dark, 1990)
- „Barbed Wire“ (Barbed Wire, 2000)
- „Batman“ (The Swan Singles Collection, 1997)
- „Batman Theme“ (Jack the Ripper, 1963)
- „Be What You Want To“ (Be What You Want To, 1972)
- „Be-Bop-A-Lula“ (Live at the Paradiso, 1980)
- „Beans and Fatback“ (Beans and Fatback, 1973)
- „Beautiful Brown Eyes“ (Apache, 1990)
- „Begin the Begin“ nebo „Begin the Beguine“ (The Swan Demo's '64, 1989)
- „Big Ben“ (Jack the Ripper, 1963)
- „Big Boss Man“ (Apache, 1990)
- „Big City After Dark“ (Missing Links, Vol. 2: Big City After Dark, 1990)
- „Big City Stomp“ (Missing Links, Vol. 2: Big City After Dark, 1990)
- „Big City Walk“ (Rumble Man, 1989)
- „Black River Swamp“ (Link Wray, 1971)[5]
- „Black Widow“ (Jack the Ripper, 1963)
- „Blue Suede Shoes“ (Live at the Paradiso, 1980)
- „Bluebeard“ (Missing Links, Vol. 4: Streets of Chicago, 1997)
- „Blueberry Hill“ (Good Rockin' Tonight, 1982)
- „Bo Diddley“ (The Swan Demo's '64, 1989)
- „BoJack“ (Stuck in Gear, 1975)
- „Boppin' The Blues“ (Robert Gordon with Link Wray, 1977)[6]
- „Boo Hoo“ (Missing Links, Vol. 1: Hillbilly Wolf, 1990)
- „Born to Be Wild“ (Live in '85, 1986)
- „Bring on the Night“ (Indian Child, 1993)
- „Bull Dawg“ (Rumble Man, 1989)

## C
- „Can't Help Falling in Love“ (Born to Be Wild: Live in the U.S.A. 1987, 1995)
- „Caroline“ (Link Wray & The Wraymen, 1959)
- „Chicago Bird“ (Mr. Guitar, 1995)
- „Climbing a High Wall“ (Growling Guitar, 1987)
- „Cottoncandy Apples“ (Stuck in Gear, 1975)
- „The Coca Cola Sign Blinds My Eye“ (Mordicai Jones, 1971)[4]
- „Comanche“ (Link Wray & The Wraymen, 1959)
- „Copenhagen Boogie“ (Rumble Man, 1989)
- „Creepy“ (White Lightning: Lost Cadence Sessions '58, 2006)
- „Cross Ties“ (Jack the Ripper, 1963)
- „Crowbar“ (Link Wray, 1971)[5]

## D
- „Dallas Blues“ (Apache, 1990)
- „Dance Contest“ (Missing Links, Vol. 2: Big City After Dark, 1990)
- „Danger One Way Love“ (Missing Links, Vol. 1: Hillbilly Wolf, 1990)
- „Dark Was the Color of Her Hair“ (Listen to the Voices That Want to Be Free, 1970)
- „Days Before Custer“ (Mordicai Jones, 1971)
- „Deacon Jones“ (Jack the Ripper, 1963)
- „Deuces Wild“ (Good Rockin' Tonight, 1982)
- „Diamonds and Pearls“ (Indian Child, 1993)
- „Dick Tracy, Private Eye“ (Apache, 1990)
- „Did You See the Man“ (Stuck in Gear, 1975)
- „Dixie-Doodle“ (Link Wray & The Wraymen, 1959)
- „Dinosaur“ (Jack the Ripper, 1963)
- „Don't“ (Bullshot, 1979)[7]
- „Don't Leave Me“ (Wild Side of the City Lights, 1990)
- „Drag Race“ (White Lightning: Lost Cadence Sessions '58, 2006)
- „Drag Strip“ (Missing Links, Vol. 3: Some Kinda Nut, 1990)
- „Draggin'“ (Rumble Man, 1989)
- „Drown in My Own Tears“ (Missing Links, Vol. 4: Streets of Chicago, 1997)

## E
- „The Earth Is Crying“ (Growling Guitar, 1987)
- „El Toro“ (There's Good Rockin' Tonite, 1972)

## F
- „Fallin' Rain“ (Link Wray, 1971)[5]
- „Fat Back“ (Jack the Ripper, 1963)
- „Fever“ (Bullshot, 1979)
- „Fire“ (Fresh Fish Special, 1978)
- „Fire and Brimstone“ (Listen to the Voices That Want to Be Free, 1970)
- „5 and 10“ nebo „Five and Ten“ (The Swan Demo's '64, 1989)
- „Five Days, Five Days“ (Fresh Fish Special, 1978)[8]
- „Flirty Baby“ (Debut Recordings, 2011)
- „Flirty Baby #1“ (Missing Links, Vol. 1: Hillbilly Wolf, 1990)
- „Flirty Baby #2“ (Missing Links, Vol. 1: Hillbilly Wolf, 1990)
- „Flyin' Saucers Rock & Roll“ (Robert Gordon with Link Wray, 1977)
- „The Flying Wedge (Drag Race)“ (Wild Side of the City Lights, 1990)
- „Four Gray Walls“ (Missing Links, Vol. 3: Some Kinda Nut, 1990)
- „The Freeze“ (White Lightning: Lost Cadence Sessions '58, 2006)
- „Frenchy“ (The Swan Demo's '64, 1989)
- „Friday Night Dance Party“ (Missing Links, Vol. 4: Streets of Chicago, 1997)
- „Friday Night Dance Party Part 2“ (Missing Links, Vol. 4: Streets of Chicago, 1997)
- „From Tulsa to North Carolina“ (Beans and Fatback, 1973)
- „The Fool“ (Robert Gordon with Link Wray, 1977)
- „The Fuzz“ (Growling Guitar, 1987)

## G
- „Gandy Dancer“ (Mordicai Jones, 1971)
- „Genocide“ (Growling Guitar, 1987)
- „Geronimo“ (Shadowman, 1997)
- „Georgia Pines“ (Beans and Fatback, 1973)
- „Giovanno“ (Missing Links, Vol. 3: Some Kinda Nut, 1990)
- „The Girl Can't Dance“ (Missing Links, Vol. 3: Some Kinda Nut, 1990)
- „Girl from the North Country“ (Growling Guitar, 1987)
- „God Out West“ (Link Wray, 1971)[5]
- „God's Little Baby“ (Indian Child, 1993)
- „Goin' Home“ (Listen to the Voices That Want to Be Free, 1970)
- „Good Good Lovin'“ (Bullshot, 1979)
- „Good Rockin' Tonight“ (Jack the Ripper, 1963)
- „Good Time Joe“ (The Link Wray Rumble, 1974)
- „Golden Strings (Based on a Chopin Etude)“ (Definitive Edition, 2011)
- „Gotta Go Get My Baby“ (Missing Links, Vol. 1: Hillbilly Wolf, 1990)
- „Got Another Baby“ (Missing Links, Vol. 1: Hillbilly Wolf, 1990)
- „Green Hornet“ (Apache, 1990)
- „Growling Guts“ (Growling Guitar, 1987)
- „Guitar Man from New Orleans“ (Indian Child, 1993)

## H
- „Hand Clapper“ (Link Wray & The Wraymen, 1959)
- „Hang On“ (There's Good Rockin' Tonite, 1972)
- „Hard Headed Woman“ (Missing Links, Vol. 2: Big City After Dark, 1990)
- „Hard Rock“ (Barbed Wire, 2000)
- „Heartbreak Hotel“ (Good Rockin' Tonight, 1982)
- „Hidden Charms“ (Jack the Ripper, 1963)
- „Hillbilly Wolf“ (Missing Links, Vol. 1: Hillbilly Wolf, 1990)
- „Hobo Man“ (Beans and Fatback, 1973)
- „Hold It“ (Missing Links, Vol. 2: Big City After Dark, 1990)
- „Home Is Where the Heart Is“ (Barbed Wire, 2000)
- „Honest, I Swear Somebody Lied“ (Rumble Man, 1989)
- „Honky Tonk“ (Good Rockin' Tonight, 1982)
- „Hotel Loneliness“ (Wild Side of the City Lights, 1990)
- „Hound Dog“ (Good Rockin' Tonight, 1982)
- „Hungry“ (Growling Guitar, 1987)
- „Hungry Child“ (Missing Links, Vol. 3: Some Kinda Nut, 1990)

## I
- „Ice People“ (Link Wray, 1971)[5]
- „I Apologize“ (Indian Child, 1993)
- „I Can't Help It (If I'm Still in Love With You)“ (Shadowman, 1997)
- „I Got a Woman“ (Live in '85, 1986)
- „I Got to Ramble“ (The Link Wray Rumble, 1974)
- „I Know You're Leaving Me Now“ (Stuck in Gear, 1975)
- „I Need Someone Like You“ (Sings and Plays Guitar, 1960)
- „I Saw Her Standing There“ (Live at the Paradiso, 1980)
- „I Sez Baby“ (Missing Links, Vol. 1: Hillbilly Wolf, 1990)
- „I Still Love You“ (Mr. Guitar, 1995)
- „I Sure Miss You“ (Robert Gordon with Link Wray, 1977)
- „I Remember Her Love (But I Forgot Her Name)“ (Listen to the Voices That Want to Be Free, 1970)
- „I Wanna Get Married“ (Sings and Plays Guitar, 1960)
- „I Want to Be Free“ (Fresh Fish Special, 1978)
- „I Want You, I Need You, I Love You“ (Missing Links, Vol. 2: Big City After Dark, 1990)
- „I Will Be Home Again“ (Rumble Man, 1989)
- „I'd Do Anything for You“ / „I'll Do Anything for You“ (Sings and Plays Guitar, 1960)
- „If This Is Wrong“ (Sings and Plays Guitar, 1960)
- „In the Pines“ (Beans and Fatback, 1973)
- „Indian Child“ (Indian Child, 1993)
- „Is This The Way“ (Robert Gordon with Link Wray, 1977)
- „It's Only Words“ (Live in '85, 1986)
- „It's Too Late“ (Listen to the Voices That Want to Be Free, 1970)
- „It Was Elvis“ (Indian Child, 1993)
- „It Was So Easy“ (Shadowman, 1997)
- „I'm Branded“ nebo „Branded“ (There's Good Rockin' Tonite, 1972)
- „I'm Counting on You“ (Live in '85, 1986)
- „I'm from the World (I'm fromthe Earth)“ (Listen to the Voices That Want to Be Free, 1970)
- „I'm Gonna Sit Right Down and Cry (Over You)“ (Rumble Man, 1989)
- „It Was a Bad Scene“ (The Link Wray Rumble, 1974)
- „It's in the Bottle“ (Robert Gordon with Link Wray, 1977)
- „I'm So Lonesome I Could Cry“ (Missing Links, Vol. 2: Big City After Dark, 1990)
- „I'm So Glad, I'm So Proud“ (Beans and Fatback, 1973)
- „It's All Over Now, Baby Blue“ (Bullshot, 1979)
- „It's Music She Says“ (Missing Links, Vol. 1: Hillbilly Wolf, 1990)

## J
- „Jack the Ripper“ (Jack the Ripper, 1963)
- „Jailhouse Rock“ (Walking Down a Street Called Love, 1997)
- „Jesus, Be My Friend“ (Listen to the Voices That Want to Be Free, 1970)
- „Johnny Bom Bonny“ (Missing Links, Vol. 1: Hillbilly Wolf, 1990)
- „The Joker“ (Apache, 1990)
- „Juke Box Mama“ (Link Wray, 1971)[5]
- „Julie Baby“ (Barbed Wire, 2000)
- „Just That Kind“ (Bullshot, 1979)

## K
- „King Creole“ (Live in '85, 1986)

## L
- „La De Da“ (Link Wray, 1971)[5]
- „Law of the Jungle“ (Good Rockin' Tonight, 1982)
- „Lawdy Miss Clawdy“ (Be What You Want To, 1972)
- „Let the Good Times Roll“ (Listen to the Voices That Want to Be Free, 1970)
- „Lillian“ (Link Wray & The Wraymen, 1959)
- „Link's Boogie“ (Missing Links, Vol. 2: Big City After Dark, 1990)
- „Listen to the Drums“ (Shadowman, 1997)
- „Listen to the Voices That Want to Be Free“ (Listen to the Voices That Want to Be Free, 1970)
- „Little Sister“ (Wild Side of the City Lights, 1990)
- „Lonesome Train (On a Lonesome Track)“ (Fresh Fish Special, 1978)
- „Love Is a Moment“ (Listen to the Voices That Want to Be Free, 1970)
- „Love Me“ (Live in '85, 1986)
- „Love Me Forever“ (Sings and Plays Guitar, 1960)
- „Love Me Tender“ (Wild Side of the City Lights, 1990)
- „Lover, Come Back to Me“ (Barbed Wire, 2000)
- „Lowdown“ (Missing Links, Vol. 4: Streets of Chicago, 1997)
- „Lucille“ (Missing Links, Vol. 2: Big City After Dark, 1990)

## M
- „Mary Ann“ (Definitive Edition, 2011)
- „Mashed Potato Party“ (Sings and Plays Guitar, 1960)
- „Midnight Lover“ (Stuck in Gear, 1975)
- „Mindblower“ (Missing Links, Vol. 3: Some Kinda Nut, 1990)
- „Missing Link“ (White Lightning: Lost Cadence Sessions '58, 2006)
- „Money“ (Live at the Paradiso, 1980)
- „Moped Baby“ (Shadowman, 1997)
- „Morning“ (Be What You Want To, 1972)
- „Mr. Guitar“ (Jack the Ripper, 1963)
- „Mustang“ (Good Rockin' Tonight, 1982)
- „My Alberta“ (The Swan Demo's '64, 1989)
- „My Babe“ (Born to Be Wild: Live in the U.S.A. 1987, 1995)
- „My Beth“ (Jack the Ripper, 1963)
- „Mystery Train“ (Live in '85, 1986)

## N
- „Night Life“ (Missing Links, Vol. 2: Big City After Dark, 1990)
- „Night Prowler“ (Shadowman, 1997)

## O
- „Oh What a Price“ (The Swan Demo's '64, 1989)
- „On the Run“ (Mordicai Jones, 1971)
- „Other Side of the Moon“ (Missing Links, Vol. 3: Some Kinda Nut, 1990)
- „The Outlaw“ (Missing Links, Vol. 2: Big City After Dark, 1990)

## P
- „Pancho Villa“ (Missing Links, Vol. 1: Hillbilly Wolf, 1990)
- „Patricia“ (White Lightning: Lost Cadence Sessions '58, 2006)
- „Peace Is the Freedom“ (Listen to the Voices That Want to Be Free, 1970)
- „Peggy Sue“ (Growling Guitar, 1987)
- „Please Please Me“ (Missing Links, Vol. 3: Some Kinda Nut, 1990)
- „Precious Jewel“ (Mordicai Jones, 1971)

## Q
- „Quicksand“ (Stuck in Gear, 1975)

## R
- „Radar“ (Link Wray & The Wraymen, 1959)
- „Ramble“ (Link Wray & The Wraymen, 1959)
- „Raunchy“ (Wild Side of the City Lights, 1990)
- „Raw-Hide“ (Link Wray & The Wraymen, 1959)
- „Rawhide '63“ (Missing Links, Vol. 2: Big City After Dark, 1990)
- „Rebel Rouser“ (White Lightning: Lost Cadence Sessions '58, 2006)
- „Red Cadillac, And a Black Moustache“ (Fresh Fish Special, 1978)
- „Red Hot“ (Robert Gordon with Link Wray, 1977)
- „Red Riding Hood and the Wolf“ (Missing Links, Vol. 3: Some Kinda Nut, 1990)
- „Remember the Twist“ (Sings and Plays Guitar, 1960)
- „Rendezvous“ (Link Wray & The Wraymen, 1959)
- „Return of Birdland“ (The Swan Demo's '64, 1989)
- „Right or Wrong (You Lose)“ (Beans and Fatback, 1973)
- „Right Turn“ (Link Wray & The Wraymen, 1959)
- „Rippin' 'Em Off in the Name of Love“ (Listen to the Voices That Want to Be Free, 1970)
- „Rise and Fall of Jimmy Stokes“ (Link Wray, 1971)
- „Riverbend“ (Be What You Want To, 1972)
- „Roughshod“ (Missing Links, Vol. 1: Hillbilly Wolf, 1990)
- „Ruby Baby“ (Growling Guitar, 1987)
- „Rumble“ (Jack the Ripper, 1963)
- „Rumble '65“ (The Swan Singles Collection, 1997)
- „Rumble '69“ (Listen to the Voices That Want to Be Free, 1970)
- „Rumble Mambo“ (There's Good Rockin' Tonite, 1972)
- „The Rumble Man“ (Rumble Man, 1989)
- „Rumble Man '87“ (Born to Be Wild: Live in the U.S.A. 1987, 1995)
- „Rumble Rock“ (Missing Links, Vol. 2: Big City After Dark, 1990)
- „Rumble on the Docks“ (Shadowman, 1997)
- „Run Boy Run“ (Sings and Plays Guitar, 1960)
- „Run Chicken Run“ (Jack the Ripper, 1963)
- „Run Through the Jungle“ (Shadowman, 1997)

## S
- „Saving All My Love“ (Indian Child, 1993)
- „Scatter“ (Early Recordings, 1978)
- „School Girl“ (White Lightning: Lost Cadence Sessions '58, 2006)
- „Scorpio Woman“ (Mordicai Jones, 1971)
- „Sea Cruise“ (Fresh Fish Special, 1978)
- „Searchin' for Me (So I Can Find You)“ (Listen to the Voices That Want to Be Free, 1970)
- „Shadowman“ (Shadowman, 1997)
- „The Shadow Knows“ (Jack the Ripper, 1963)
- „Shake, Rattle & Roll“ (Live at the Paradiso, 1980)
- „Shawnee“ (Apache, 1990)
- „Shawnee Tribe“ (Beans and Fatback, 1973)
- „She's No Good“ (Live at the Paradiso, 1980)
- „She's That Kind of Woman“ (The Link Wray Rumble, 1974)
- „Shine the Light“ (Be What You Want To, 1972)
- „The Sky Is Falling“ (Bullshot, 1979)
- „Snag“ (Bullshot, 1979)
- „Sleep Tight“ (Missing Links, Vol. 1: Hillbilly Wolf, 1990)
- „Slinky“ (Link Wray & The Wraymen, 1959)
- „Slow Drag“ (Missing Links, Vol. 2: Big City After Dark, 1990)
- „So Young“ (Mr. Guitar, 1995)
- „Somebody Lied“ (Barbed Wire, 2000)
- „Some Kinda Nut“ (Missing Links, Vol. 3: Some Kinda Nut, 1990)
- „Son of a Simple Man“ (Mordicai Jones, 1971)
- „Sorrento“ (Growling Guitar, 1987)
- „Soul Train“ (Mr. Guitar, 1995)
- „Southern Lady“ (Stuck in Gear, 1975)
- „Spider Man“ (Barbed Wire, 2000)
- „Stars and Stripes Forever“ (Apache, 1990)
- „Steel Trap“ (Jack the Ripper, 1963)
- „Step This Way“ (The Link Wray Rumble, 1974)
- „Stop and Listen to Me“ (Mr. Guitar, 1995)
- „The Stranger“ (Missing Links, Vol. 1: Hillbilly Wolf, 1990)
- „Street Beat“ (Rumble Man, 1989)
- „Street Fighter“ (Missing Links, Vol. 2: Big City After Dark, 1990)
- „Streets of Chicago“ (Missing Links, Vol. 4: Streets of Chicago, 1997)
- „Stuck on You“ (Missing Links, Vol. 4: Streets of Chicago, 1997)
- „Studio Blues“ (Link Wray & The Wraymen, 1959)
- „Subway Blues“ (Live at the Paradiso, 1980)
- „Summer Dreams“ (Growling Guitar, 1987)
- „Summertime Blues“ (Robert Gordon with Link Wray, 1977)
- „Super 88“ (The Link Wray Rumble, 1974)
- „The Swag“ (There's Good Rockin' Tonite, 1972)
- „The Sweeper“ (There's Good Rockin' Tonite, 1972)
- „Sweet Surrender“ (Robert Gordon with Link Wray, 1977)
- „Switchblade“ (Bullshot, 1979)

## T
- „Tail Dragger“ (Link Wray, 1971)[5]
- „Take Me Home Jesus“ (Link Wray, 1971)[5]
- „Take My Hand (Precious Lord)“ (Beans and Fatback, 1973)
- „Tammy“ (Mr. Guitar, 1995)
- „Tattoo“ (Missing Links, Vol. 4: Streets of Chicago, 1997)
- „Tecolote“ (Stuck in Gear, 1975)
- „Teenage Cutie“ (Missing Links, Vol. 1: Hillbilly Wolf, 1990)
- „The Thrill of Your Love“ (Rumble Man, 1989)
- „Tiger Man“ (Walking Down a Street Called Love, 1997)
- „Tijuana“ (There's Good Rockin' Tonite, 1972)
- „Timewarp / Brain Damage“ (Shadowman, 1997)
- „Timewarp / Strider“ (King of the Wild Guitar, 2007)
- „That's Alright Mama“ (Born to Be Wild: Live in the U.S.A. 1987, 1995)
- „That'll Be the Day“ (Good Rockin' Tonight, 1982)
- „Tucson, Arizona“ (Be What You Want To, 1972)
- „Turn Me Loose“ (Missing Links, Vol. 1: Hillbilly Wolf, 1990)
- „Turn You on to Sunshine“ (Listen to the Voices That Want to Be Free, 1970)
- „Turnpike U.S.A.“ (Jack the Ripper, 1963)
- „The Thrill of Your Love“ (Missing Links, Vol. 2: Big City After Dark, 1990)
- „Torture“ (Indian Child, 1993)
- „Trail of the Lonesome Pine“ (Definitive Edition, 2011)
- „Trying to Find Your Love“ (Indian Child, 1993)
- „TV Baby“ (Missing Links, Vol. 1: Hillbilly Wolf, 1990)
- „Twenty Flight Rock“ (Fresh Fish Special, 1978)

## V
- „Vendetta“ (Missing Links, Vol. 1: Hillbilly Wolf, 1990)
- „Viva Zapata“ (Wild Side of the City Lights, 1990)
- „Voices in the Sky“ (Listen to the Voices That Want to Be Free, 1970)

## W
- „Walk Away from Love“ (Live at the Paradiso, 1980)
- „Walk Easy, Walk Slow“ (Be What You Want To, 1972)
- „Walkin' Bulldog“ (The Link Wray Rumble, 1974)
- „Walking Down a Street Called Love“(Sings and Plays Guitar, 1960)
- „Walkin' Down the Street Called Love #1“ (Missing Links, Vol. 2: Big City After Dark, 1990)
- „Walkin' Down the Street Called Love #2“ (Missing Links, Vol. 2: Big City After Dark, 1990)
- „Walkin' in the Arizona Sun“ (Mordicai Jones, 1971)
- „Walkin' with Link“ (White Lightning: Lost Cadence Sessions '58, 2006)
- „Water Boy“ (Beans and Fatback, 1973)
- „The Way I Walk“ (Fresh Fish Special, 1978)
- „We Said I Do“ (The Link Wray Rumble, 1974)
- „Weekend“ (There's Good Rockin' Tonite, 1972)
- „White Lightning“ (White Lightning: Lost Cadence Sessions '58, 2006)
- „The Wild One“ (Apache, 1990)
- „Wild Party“ (Bullshot, 1979)
- „Wild Side of the City Lights“ (Wild Side of the City Lights, 1990)
- „Woman (You're My Woman)“ (Robert Gordon with Link Wray, 1977)

## X
- „XKE“ (Missing Links, Vol. 3: Some Kinda Nut, 1990)

## Y
- „You Hurt Me So“ (Growling Guitar, 1987)
- „You Really Got a Hold on Me“ (Be What You Want To, 1972)
- „You Walked By“ (Be What You Want To, 1972)
- „Young and Beautiful“ (Walking Down a Street Called Love, 1997)
- „Young Hearts“ (Sings and Plays Guitar, 1960)
- „Young Love“ (Shadowman, 1997)
- „You're My Baby“ (Missing Links, Vol. 3: Some Kinda Nut, 1990)

## Z
- „Zip Code“ (Good Rockin' Tonight, 1982)